# Jacques Ruffié
Jacques Ruffié (Limoux, 22 novembre 1921 – Limoux, 1º luglio 2004) è stato un ematologo, genetista e antropologo francese.
È stato un grande contributore scientifico nella disciplina della tipizzazione del sangue, orientandola verso lo studio delle caratteristiche del sangue per conoscere la storia delle popolazioni, le loro migrazioni e i loro successivi incroci. Fu collega e grande amico di Michel Foucault.
È stato membro dell'Accademia francese delle scienze nella sezione di biologia umana e scienze mediche ed anche professore onorario al Collège de France, dove ha ricoperto la cattedra di Antropologia fisica.
Aveva partecipato alla Resistenza francese.

## Opere
- Hématologie géographique (con Jean Bernard), Masson editore, Paris 1966 Hématologie géographique n. 419, 1968[1].

## Onorificenze
- 1983, Premio mondiale Cino Del Duca